# Ale (sör)
Az ale típusú sörök felső erjedésű, könnyen elkészíthető sörök. Eredetük a korai időkre nyúlik vissza, szinte a legősibb sörök közvetlen leszármazottjai. Erre utal az eredeti receptúrája is, illetve a különböző sörfőző népek italai receptúrájának hasonlósága is. Szintén ezt támasztja alá az a tény is, hogy az ale sörök nem feltétlenül komlóval készülnek.

## Története
Az ale típusú sörök története egészen régre nyúlik vissza, valószínűleg, a főzési technológia alapján, a legelső tudatosan erjesztett sörök is ehhez hasonlatosak lehettek. A klasszikus ale komló nélkül készült, alacsony alkoholtartalommal, ennek megfelelően inkább táplálkozási, mintsem élvezeti értéke volt. Az alkoholtartalma is főleg a tartósítást szolgálta, amit különféle fűszerekkel igyekeztek tovább javítani.
Az ale-t mindennapi fogyasztásra állították elő, minden korosztály számára, a kisgyermekektől kezdve. A magasabb alkoholtartalmú, erősebb változatait már inkább pihentető foglalkozásként itták. Ehhez hozzájárulhatott az is, hogy a korabeli higiénés viszonyok között a sörfogyasztás messze biztonságosabb volt, mint a települések saját vízforrásai. Emellett az alacsonyabb alkoholtartalmú, "lágy" sörökkel a magasabb szeszfokú "erős" söröket is hígíthatták a kereskedők, így némileg megkerülve a túl magas adókat és vámokat.
Az ale főzése a háztartáshoz tartozott, női munkának számított a középkorban. Elsősorban saját fogyasztásra készítették, a fennmaradó készletet helyileg vagy egészen kiskereskedelmi formában értékesítették, ezzel egyfajta konyhapénz formában kiegészítve a háztartás bevételét. Egyes esetekben, példának okáért az özvegyeknek megengedték, hogy a teljes bevételt a sör főzése és értékesítése tegye ki.
A 17. században egyes ale-ekhez koksszal pörkölt malátát kezdtek hozzáadni, ezzel egy kesernyésebb változatot létrehozva. Ezt már nem annyira háztáji, inkább kereskedelmi, "rekreációs" céllal állították elő, ebből fejlődött ki a pale ale. Később, a 19. században az ale-t exportálták Indiába, azonban a szállítás súlyosan érintette a sörök, különösen a pale ale minőségét, tartósságát. Ezt aztán hozzáadott komlóval próbálták stabilizálni, így kapták a mára nevezetessé vált Indian Pale Ale-t, azaz az IPA-t.

## A név eredete
Az ale szó az óangol alu vagy ealu szóból származik. Egyes nyelvészek szerint a szó őseredete a proto-indoeurópai *alu- gyökre vezethető vissza, ami a prot-germán *aluth- tő révén terjedhetett szét a kontinensen. Erre vezethető vissza több nyelvben az ilyen jellegű folyadékokra használt megnevezés, például az ószász alo, a dán öl, a finn olut vagy a szlovén ol. Ezek leginkább szóátvételekre utalnak.

## Főzés
Az ale típusú söröket tipikusan 15 és 24 °C között érlelik. 24 °C fölött az élesztő nagy mennyiségű észtert és más másodlagos aromásító anyagot bocsát ki, amik a sört gyümölcsösebbé teszik. A legjellegzetesebb ízek az alma, az ananász, a banán vagy a szilva. A klasszikus ale nem tartalmaz komlót, ezért édesebb ízű, és rosszabb az eltarthatósága, ezzel szemben a modern ale a komló miatt kesernyésebb, kevésbé gyümölcsös, viszont lényegesen tartósabb.

## Altípusok
Mint minden hosszú ideje létező termék, az ale is sok altípusra tagozódott élete során. Néhány ezek közül:

### Barley Wine

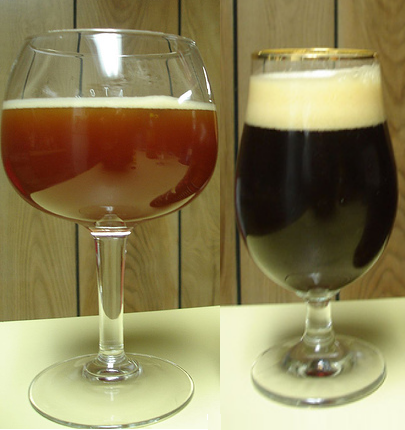
Két különböző Barley wine

A nevével ellentétben ez egy kb. 10%-os sör, amit mintegy másfél-két évig érleltek. Az ízében a gyümölcsös, citrusos ízek keverednek a sötét, kávéra és csokoládéra emlékeztető aromákkal és a komló borsos, mezei kesernyésségével.

### Barna ale
A barna ale kevés komlót tartalmaz, így lágy ízű, gyakran némi dióssággal karöltve. Dél-Angliában kb. 3%-os, barna és édes ízű, északon viszont 4%-os alkoholtartalommal és szárazabb ízzel jellemezhetjük. Ugyan a 20. század elején mutatkozott be, de népszerűsége a 80-as években, a házi sörfőzés divatjával nőtt meg.

### Belga ale
A belga ale könnyen azonosítható a magas alkoholtartalom és a csinos, vékony teste révén. Ennek oka, hogy a sörlében cukrot oldanak fel az alkoholtartalom növelése érdekében. Egyes ínyencek szerint ez a sört emészthetőbbé teszi.

### India pale ale (IPA)
A sörök Indiába szállításuk során a hajó ringatózása miatt erősen károsodtak. Ezt igyekeztek az angol sörfőzők extra komló hozzáadásával kivédeni, ami a sörnek erőteljes, éles keserűséget okozott. Ennek mellékhatása a sör frissítő, élénkítő hatása lett. Emellett a gyomorra is nyugtató hatást fejt ki, ami az indiai konyhaművészet esetén egy edzetlen gyomornak kifejezetten áldás.

### Lágy ale
Eredetileg a friss ale-t jelentette ez a megjelölés, ennek megfelelően a színe és az ereje erősen változékony volt. Tulajdonképpen az öreg ale ellentéte volt. Mostanra a sötétbarna szín és az alacsony (3-3,5%) alkoholtartalom a jellemzője.

### Öreg ale
Az ale frissen elkészítve inkább üdítő, mint szeszesital. Ahhoz, hogy ilyen jelleget kaphasson, nagyjából egy évig pihentették a sörfőzők, aminek során az ital alkoholtartalma megnőtt, emellett pedig éles, ecetes ízek jelentkeztek benne. Mostanság a sötétebb, középerős ale-eket illetik ezzel a névvel, illetve Ausztráliában minden sötét színű sört.

### Pale ale
Először 1642-ben próbálták koksszal szárítani a malátát. Az így nyert termékre alkalmazták 1703-tól a pale ale nevet. Sokáig a bitter és a pale ale ugyanazt a sört jelentette, a vásárlók nyomására kezdték a kereskedők megkülönböztetni őket egymástól, különösen a 20. század második felétől. A pale ale jellemzője a kesernyés, de a komlóétól eltérő íz.

### Skót ale
A skótok által főzött ale erős, a borostyántól a mélyvörösig terjedő színű itóka, ami édesebb, kevésbé komlós, mint a klasszikus angol ale. A malátát némileg megpörkölik, hogy a sör karamellás kontúrokat kaphasson ízében és barnásvörös felhangokat színében.

## Fordítás
- Ez a szócikk részben vagy egészben  az   Ale című angol Wikipédia-szócikk fordításán alapul.  Az eredeti cikk szerkesztőit annak laptörténete sorolja fel. Ez a jelzés csupán a megfogalmazás eredetét és a szerzői jogokat jelzi, nem szolgál a cikkben szereplő információk forrásmegjelöléseként.